# La Palma, Chinameca
La Palma är en ort i Mexiko.   Den ligger i kommunen Chinameca och delstaten Veracruz, i den sydöstra delen av landet, 500 km öster om huvudstaden Mexico City. La Palma ligger 35 meter över havet och antalet invånare är 158.
Terrängen runt La Palma är platt. Runt La Palma är det tätbefolkat, med 591 invånare per kvadratkilometer. Närmaste större samhälle är Minatitlán, 17,6 km öster om La Palma. Omgivningarna runt La Palma är en mosaik av jordbruksmark och naturlig växtlighet.